# Starożytna farma w Butser

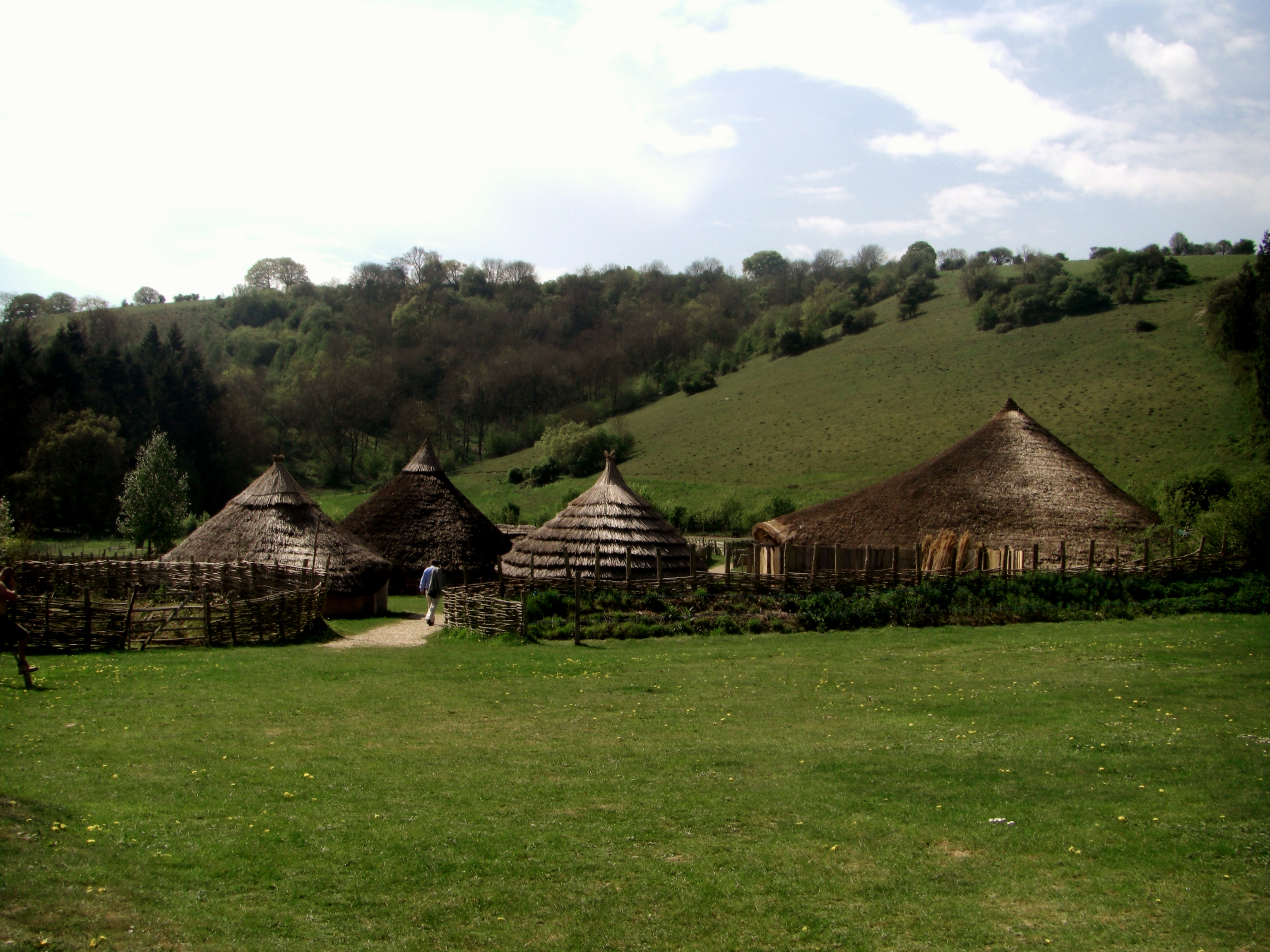
Widok na farmę

Starożytna farma w Butser (ang. Butser Ancient Farm) – czynna rekonstrukcja farmy z epoki żelaza, położona niedaleko Petersfield w hrabstwie Hampshire w Wielkiej Brytanii. Prowadzone są tam długotrwałe eksperymenty dotyczące uprawy roślin, polowań na zwierzęta oraz wytwórczości w prehistorii i okresie wpływów rzymskich. Okres zainteresowań obejmuje lata 400 p.n.e. – 400 n.e.
Farma założona została w 1972 r. przez archeologa doświadczalnego Petera J. Reynoldsa (1939–2001), a jej nazwa pochodzi od oryginalnego stanowiska na wzgórzu Butser, kilka kilometrów od Petersfield. W 1976 r. otwarto drugie stanowisko w Hillhampton Down kilometr dalej, a w 1989 zamknięto oryginalne stanowisko w Butser Hill. W 1991 r. projekt przeniesiono do Bascomb Copse w Chalton w hrabstwie Hampshire, około 5 km od miejsca stanowiska. Budowle na farmie to stylizowane na przedrzymskie domy oraz willa rzymska. Farma otwarta jest dla turystów.